# Albert Adomah
Albert Danquah Adomah (* 13. Dezember 1987 in London, England) ist ein ghanaischer Fußballspieler, der auch den britischen Pass besitzt. Adomah wird als Flügelspieler eingesetzt und steht seit 2024 beim FC Walsall unter Vertrag. Er war zudem von 2011 bis 2018 für die ghanaische Nationalmannschaft aktiv.

## Leben

### Kindheit und Jugend
Adomah wurde als Sohn ghanaischer Eltern in London geboren, wuchs jedoch bis zum Alter von neun Jahren bei seiner Großmutter in Ghana auf. Sein Weg in den Profifußball führte nicht über eine Fußballschule. Stattdessen erlernte er den Beruf des Malers und spielte in seiner Freizeit Amateurfußball, zunächst bei Old Meadonians. Ex-Profi David Howell, der von Adomahs Schnelligkeit beeindruckt war, holte ihn schließlich zu Harrow Borough. Dort setzte er sich als rechter Flügelspieler durch.

### Vereinskarriere
2008 wechselte er zum FC Barnet, wo er – obwohl er aus einer niedrigeren Liga kam – sofort Stammspieler wurde. Nachdem sich schon im folgenden Jahr mehrere Vereine für ihn interessiert hatten, wechselte er schließlich 2010 zu Bristol City. Die Ablöse wurde auf 150.000 Pfund festgelegt. Auch bei Bristol in der Football League Championship wurde er sofort Stammspieler.
Nachdem Bristol 2013 in die drittklassige Football League One abgestiegen war, wechselte Adomah zum FC Middlesbrough.
Am 10. Juli 2019 wechselte Adomah zu Nottingham Forest und unterzeichnete einen Zweijahresvertrag. Ab Januar 2020 wurde er an Cardiff City verliehen. Bereits Anfang Oktober 2020 wurde der Vertrag im gegenseitigen Einvernehmen aufgelöst und die Queens Park Rangers gaben die Verpflichtung des Flügelspielers bekannt. Zur Saison 2024/25 wechselte Adomah zum FC Walsall in die EFL League Two.

### Nationalmannschaft
Am 5. September 2011, debütierte Adomah in einem Freundschaftsspiel gegen Brasilien als Nationalspieler. Unter Trainer James Kwesi Appiah gehört er regelmäßig zum ghanaischen Aufgebot. Bei der Afrikameisterschaft 2013 trug er die Rückennummer 10.
Auch bei der Weltmeisterschaft 2014 gehört Adomah zum ghanaischen Aufgebot. Appiah begründete die teilweise kritisierte Nominierung damit, dass er ansonsten keinen echten Flügelspieler als Flankengeber im Kader habe.